# ویلی هولدورف
ویلی هولدورف (آلمانی: Willi Holdorf؛ زادهٔ ۱۷ فوریه ۱۹۴۰ ، درگذشتهٔ ۵ ژوئیه ۲۰۲۰) ورزشکار دهگانه اهل آلمان بود.
وی همچنین برندهٔ جوایزی همچون برگ بوی نقره‌ای شده‌بود.
وی در مسابقات کشوری و بین‌المللی در مجموع ۱ مدال طلا کسب کرد.